# Julia Tannheimer
Julia Tannheimer (ur. 1 sierpnia 2005 w Ulm) – niemiecka biathlonistka, wielokrotna medalistka mistrzostw świata juniorek.

## Kariera
Po raz pierwszy na arenie międzynarodowej pojawiła się w 2022 roku, startując na mistrzostwach świata juniorów w Soldier Hollow. Zajęła tam piąte miejsce w biegu indywidualnym, dziewiąte w sprincie i ósme w biegu pościgowym. Na rozgrywanych rok później mistrzostwach świata juniorów w Szczuczyńsku zwyciężyła w sprincie, biegu pościgowym i sztafecie, a w sztafecie mieszanej zdobyła srebrny medal. W tym samym roku zdobyła złoto w biegu indywidualnym i srebro w sztafecie mieszanej na olimpijskim festiwalu młodzieży Europy w Forni Avoltri. Następnie zdobyła złote medale w biegu indywidualnym i sztafecie oraz srebrne w sztafecie mieszanej i sprincie podczas mistrzostw świata juniorów w Otepää w 2024 roku.
W zawodach Pucharu Świata zadebiutowała 12 stycznia 2024 roku w Ruhpolding, zajmując 15. miejsce w sprincie. Tym samym już w debiucie zdobyła pierwsze punkty. 15 grudnia 2024 roku w Hochfilzen, wspólnie z Vanessą Voigt, Seliną Grotian i Franziską Preuß zwyciężyła w sztafecie.

## Osiągnięcia

### Mistrzostwa świata
| Rok  | Miejscowość | Konkurencje | Konkurencje | Konkurencje | Konkurencje | Konkurencje | Konkurencje | Konkurencje |
| Rok  | Miejscowość | IN          | SP          | PU          | MS          | RL          | MR          | SR          |
| ---- | ----------- | ----------- | ----------- | ----------- | ----------- | ----------- | ----------- | ----------- |
| 2025 | Lenzerheide | 33.         | 17.         | 24.         | 15.         | 5.          | –           | –           |

### Mistrzostwa świata juniorów
| Rok  | Miejscowość    | Konkurencje | Konkurencje | Konkurencje | Konkurencje | Konkurencje | Konkurencje | Konkurencje |
| Rok  | Miejscowość    | IN          | SP          | PU          | MS          | RL          | MR          | SR          |
| ---- | -------------- | ----------- | ----------- | ----------- | ----------- | ----------- | ----------- | ----------- |
| 2022 | Soldier Hollow | 5.          | 9.          | 8.          | nd.         | –           | nd.         | nd.         |
| 2023 | Szczuczyńsk    | 15.         | 1.          | 1.          | nd.         | 1.          | 2.          | nd.         |
| 2024 | Otepää         | 1.          | 2.          | –           | 11.         | 1.          | 2.          | nd.         |

### Puchar Świata

#### Miejsca w klasyfikacji generalnej
| Sezon     | Miejsce |
| --------- | ------- |
| 2023/2024 | 67.     |
| 2024/2025 | 31.     |

#### Miejsca na podium w zawodach Pucharu Świata chronologicznie
Tannheimer nie stawała na podium indywidualnych zawodów PŚ.